# Tajik League 2021
De Tajik League 2021 is het 30e seizoen van het voetbalkampioenschap van Tadzjikistan (Ligai olii Toçikiston).
Het hoogste niveau bestaat uit tien voetbalclubs en er wordt gevoetbald van het voorjaar tot en met het najaar. Titelhouder van vorige seizoen is Istiqlol Dushanbe.

## Teams
| Team              | Locatie      | Stadion                        | Capaciteit |
| ----------------- | ------------ | ------------------------------ | ---------- |
| CSKA Pamir        | Dushanbe     | CSKA Stadium                   | 7,000      |
| Dushanbe-83       | Dushanbe     |                                |            |
| Eskhata           | Khujand      | 20-Letie Nezavisimosti Stadium | 20,000     |
| Fayzkand          | Kulob        | Central Stadium                |            |
| Istaravshan       | Istaravshan  | Central Stadium                | 20,000     |
| Istiqlol Dushanbe | Dushanbe     | Central Republican Stadium     | 24,000     |
| Khatlon           | Bokhtar      | Tsentralnyi Stadium            | 10,000     |
| Khujand           | Khujand      | 20-Letie Nezavisimostistadion  | 20,000     |
| Kuktosh           | Chorgulteppa | Rudaki Stadium                 |            |
| Ravshan           | Kulob        | Central Stadium                |            |

## Stand
| Pos | Team                  | Wed | W  | G | V  | Ptn | DV | DT | +/− | Kwalificatie of degradatie                             |
| --- | --------------------- | --- | -- | - | -- | --- | -- | -- | --- | ------------------------------------------------------ |
| 1   | Istiqlol Dushanbe (C) | 27  | 21 | 5 | 1  | 68  | 78 | 9  | +69 | gekwalifeerd voor groepsfase AFC Champions League 2022 |
| 2   | Khujand               | 27  | 17 | 4 | 6  | 55  | 52 | 26 | +26 | gekwalifeerd voor play offs AFC Champions League 2022  |
| 3   | CSKA Pamir            | 27  | 12 | 8 | 7  | 44  | 37 | 29 | +8  | gekwalifeerd voor play offs AFC Champions League 2022  |
| 4   | Istaravshan           | 27  | 12 | 6 | 9  | 42  | 30 | 25 | +5  |                                                        |
| 5   | Khatlon               | 27  | 10 | 6 | 11 | 36  | 30 | 33 | −3  |                                                        |
| 6   | Eskhata               | 27  | 9  | 3 | 15 | 30  | 33 | 49 | −16 |                                                        |
| 7   | Ravshan               | 27  | 7  | 8 | 12 | 29  | 27 | 35 | −8  |                                                        |
| 8   | Fayzkand              | 27  | 8  | 5 | 14 | 29  | 20 | 37 | −17 |                                                        |
| 9   | Kuktosh (R)           | 27  | 7  | 5 | 15 | 26  | 38 | 58 | −20 | Degradatie naar Tajik First Division 2022              |
| 10  | Dushanbe-83 (R)       | 27  | 4  | 6 | 17 | 18  | 23 | 67 | −44 | Degradatie naar Tajik First Division 2022              |

## Resultaten

### Speelronde 1-18
| Thuis \ Uit       | CPD | D83 | ESK | FAY | ISA | IST | KHA | KJD | KUK | RAV |
| ----------------- | --- | --- | --- | --- | --- | --- | --- | --- | --- | --- |
| CSKA Pamir        |     | 3–1 | 1–3 | 1–0 | 0–0 | 0–0 | 2–1 | 3–1 | 2–2 | 3–3 |
| Dushanbe-83       | 0–0 |     | 1–2 | 1–1 | 1–1 | 0–5 | 1–0 | 2–1 | 2–1 | 4–2 |
| Eskhata           | 1–2 | 3–1 |     | 1–0 | 2–3 | 0–2 | 1–1 | 3–2 | 3–1 | 1–1 |
| Fayzkand          | 1–0 | 2–2 | 1–3 |     | 1–2 | 0–4 | 1–2 | 0–2 | 3–1 | 0–0 |
| Istaravshan       | 2–1 | 2–0 | 2–0 | 0–0 |     | 2–1 | 1–2 | 2–3 | 2–2 | 1–0 |
| Istiqlol Dushanbe | 1–0 | 5–0 | 5–1 | 4–0 | 2–0 |     | 2–0 | 4–1 | 7–1 | 3–0 |
| Khatlon           | 1–1 | 2–0 | 1–0 | 0–1 | 0–0 | 0–6 |     | 1–1 | 2–0 | 0–1 |
| Khujand           | 2–0 | 4–1 | 5–1 | 1–0 | 1–0 | 0–0 | 2–0 |     | 4–0 | 0–0 |
| Kuktosh           | 3–1 | 2–2 | 2–1 | 0–2 | 1–0 | 1–1 | 3–3 | 1–3 |     | 1–2 |
| Ravshan           | 1–2 | 1–1 | 0–0 | 0–0 | 2–1 | 1–1 | 1–2 | 1–0 | 2–0 |     |

### Speelronde 19-27
| Thuis \ Uit       | CPD | D83 | ESK | FAY | ISA | IST | KHA | KJD | KUK | RAV |
| ----------------- | --- | --- | --- | --- | --- | --- | --- | --- | --- | --- |
| CSKA Pamir        |     | 4–0 |     |     |     |     | 0–0 | 1–0 | 2–0 |     |
| Dushanbe-83       |     |     | 1–2 | 0–1 | 0–2 | 0–8 |     |     |     |     |
| Eskhata           | 1–2 |     |     | 0–1 | 1–2 | 0–3 |     |     |     | 1–0 |
| Fayzkand          | 1–3 |     |     |     |     |     | 2–1 | 0–1 | 1–0 |     |
| Istaravshan       | 0–0 |     |     | 1–0 |     | 0–1 |     | 1–2 |     | 1–0 |
| Istiqlol Dushanbe | 3–1 |     |     | 5–0 |     |     | 1–0 | 0–0 |     | 2–0 |
| Khatlon           |     | 3–1 | 2–1 |     | 0–1 |     |     |     | 3–0 | 2–1 |
| Khujand           |     | 5–0 | 2–1 |     |     |     | 2–1 |     | 4–2 | 3–1 |
| Kuktosh           |     | 3–1 | 5–0 |     | 2–1 | 1–2 |     |     |     |     |
| Ravshan           | 1–2 | 2–0 |     | 2–1 |     |     |     |     | 2–3 |     |

### Per speelronde / Teams
| Team ╲ Speelronde | 1          | 2 | 3 | 4 | 5 | 6 | 7 | 8 | 9 | 10 | 11 | 12 | 13 | 14 | 15 | 16 | 17 | 18 | 19 | 20 | 21 | 22 | 23 | 24 | 25 | 26 | 27 |   |
| ----------------- | ---------- | - | - | - | - | - | - | - | - | -- | -- | -- | -- | -- | -- | -- | -- | -- | -- | -- | -- | -- | -- | -- | -- | -- | -- | - |
| Team ╲ Speelronde | CSKA Pamir | L | L | L | W | D | L | D | L | D  | L  | D  | W  | D  | W  | D  | W  | W  | W  | W  | W  | W  | W  | W  | L  | D  | D  | W |
| Dushanbe-83       | L          | L | W | L | W | D | D | D | L | L  | D  | L  | W  | D  | D  | L  | L  | W  | L  | L  | L  | L  | L  | L  | L  | L  | L  |   |
| Eskhata           | D          | W | D | L | L | W | L | W | W | W  | L  | L  | W  | L  | W  | D  | L  | L  | L  | W  | L  | L  | L  | L  | L  | L  | W  |   |
| Fayzkand          | W          | D | W | D | L | L | L | D | W | L  | D  | L  | L  | L  | L  | W  | D  | L  | L  | L  | W  | L  | W  | L  | W  | L  | W  |   |
| Istaravshan       | W          | L | W | D | W | L | D | L | D | W  | D  | W  | L  | W  | W  | L  | D  | L  | W  | L  | L  | W  | W  | L  | W  | D  | W  |   |
| Istiqlol Dushanbe | D          | W | L | W | W | W | W | W | D | W  | D  | W  | D  | W  | W  | W  | W  | W  | W  | W  | W  | D  | W  | W  | W  | W  | W  |   |
| Khatlon           | D          | D | L | L | D | W | W | W | L | W  | D  | D  | L  | L  | L  | W  | L  | W  | W  | L  | W  | L  | L  | W  | D  | W  | L  |   |
| Khujand           | W          | D | W | L | W | W | W | L | D | L  | W  | W  | W  | W  | D  | L  | W  | L  | W  | W  | W  | D  | W  | W  | W  | W  | L  |   |
| Kuktosh           | D          | W | L | W | L | D | L | W | L | L  | D  | D  | L  | L  | L  | L  | D  | L  | L  | W  | L  | W  | L  | W  | L  | W  | L  |   |
| Ravshan           | L          | D | D | W | L | L | D | L | W | W  | D  | L  | W  | D  | D  | D  | D  | W  | L  | L  | L  | W  | L  | W  | L  | L  | L  |   |

Bron: 
W = Win; D = Gelijk; L = Lost

## Topscores
| Rank | Speler               | Club                | Doelpunten |
| ---- | -------------------- | ------------------- | ---------- |
| 1    | Manuchekhr Dzhalilov | Istiqlol Dushanbe   | 18         |
| 2    | Rustam Soirov        | Istiqlol Dushanbe   | 15         |
| 3    | Dilshod Bozorov      | Khujand             | 13         |
| 3    | Ilhomjon Barotov     | Istaravshan         | 13         |
| 5    | Alisher Dzhalilov    | Istiqlol Dushanbe   | 12         |
| 6    | Artyom Serdyuk       | Khujand             | 11         |
| 7    | Fatkhullo Fatkhuloev | CSKA Pamir Dushanbe | 9          |
| 7    | Akobir Turaev        | Eskhata             | 9          |
| 7    | Abdukhalil Boronov   | Fayzkand            | 9          |
| 7    | Nuriddin Khamrokulov | Khatlon             | 9          |
| 7    | Amirjon Safarov      | Kuktosh             | 9          |

### Hattricks
| Speler                | Voor                | Tegen       | Resultaat | Datum             |
| --------------------- | ------------------- | ----------- | --------- | ----------------- |
| Abdukhalil Boronov    | Fayzkand            | Kuktosh     | 3–1       | 16 April 2021     |
| Artyom Serdyuk        | Khujand             | Istaravshan | 2–3       | 6 mei 2021        |
| Rustam Soirov         | Istiqlol Dushanbe   | Eskhata     | 5–1       | 4 juli 2021       |
| Fatkhullo Fatkhuloev4 | CSKA Pamir Dushanbe | Dushanbe-83 | 4–0       | 25 september 2021 |
| Manuchekhr Dzhalilov4 | Istiqlol Dushanbe   | Dushanbe-83 | 0–8       | 21 november 2021  |
| Rustam Soirov         | Istiklol            | Dushanbe-83 | 0–8       | 21 november 2021  |

- 4 een speler heeft 4 doelpunten gescoord

### Clean Sheets
| Rank | Speler                | Club                | Clean sheets |
| ---- | --------------------- | ------------------- | ------------ |
| 1    | Azimjon Karaev        | Fayzkand            | 4            |
| 1    | Kurbonali Boboev      | Istaravshan         | 4            |
| 1    | Aleksei Matrossov     | Khujand             | 4            |
| 4    | Rustam Yatimov        | Istiqlol Dushanbe   | 3            |
| 4    | Rustam Rizoev         | Ravshan             | 3            |
| 6    | Kuaye Godson          | Khatlon             | 2            |
| 7    | Alex Peprah           | CSKA Pamir Dushanbe | 1            |
| 7    | Faromurz Saidov       | Dushanbe-83         | 1            |
| 7    | Shakhzod Shamsiddinov | Istaravshan         | 1            |
| 7    | Mukhriddin Khasanov   | Istiqlol Dushanbe   | 1            |
| 7    | Shokhrukh Kirgizboev  | Kuktosh             | 1            |

1992 · 1993 · 1994 · 1995 · 1996 · 1997 · 1998 · 1999 · 2000 · 2001 · 2002 · 2003 · 2004 · 2005 · 2006 · 2007 · 2008 · 2009 · 2010 · 2011 · 2012 · 2013 · 2014 · 2015 · 2016 · 2017 · 2018 · 2019 · 2020 · 2021 · 2022 · 2023 · 2024 · 2025
Chatlon · 
Choedzjand ·
CSKA Pomir · 
Doesjanbe-83 · 
Fajzdjand · 
Istaravshan · 
Istiklol · 
Koektosj Rudaki · 
Lokomotiv Pomir · 
Regar-TadAZ